# Sudeste da Inglaterra
O Sudeste da Inglaterra (em inglês: South East England) é uma das nove regiões oficiais da Inglaterra do primeiro nível das NUTS do Reino Unido para fins estatísticos do Eurostat. É composta por Berkshire, Buckinghamshire, East Sussex, Hampshire, Ilha de Wight, Kent, Oxfordshire, Surrey e West Sussex. Tal como outras regiões da Inglaterra, à excepção da Grande Londres, o sudeste tem governo eleito. As propostas do Partido Trabalhista durante a eleição geral de 1997 a criação de governos eleitos regionalmente foram abandonadas.
É a terceira maior região da Inglaterra, com uma área de 19 096 km², e é também a com maior população num total de mais de oito milhões e meio de habitantes (2011). A sede das entidades governamentais situa-se em Guildford, e a região tem sete cidades: Brighton e Hove, Cantuária, Chichester, Oxford, Portsmouth, Southampton e Winchester; outras grandes localidades são Reading e Milton Keynes. A sua proximidade a LOndres e ligações a várias vias principais, tornou esta região de Inglaterra um centro económico, com a maior economia no país fora da capital. O Aeroporto de Gatwick, o segundo com maior tráfego, fica aqui localizado, e a sua linha de costa ao longo do Canal da Mancha fornece várias ligações marítimas à Europa continental.
O Sudeste inglês é conhecido pela sua zona rural que inclui North Downs e Chiltern Hills, tal como os dois parques nacionais: o New Forest e o South Downs. O rio Tâmisa atravessa a região e a sua bacia é conhecida como Thames Valley. Esta região também possui vários pontos de interesse internacionalmente conhecidos, como o HMS Victory em Portsmouth, Cliveden em Buckinghamshire, Thorpe Park e RHS Wisley no Surrey, Palácio de Blenheim em Oxfordshire, Castelo de Windsor em Berkshire, Castelo de Leeds, os Penhascos brancos de Dover e a Catedral de Cantuária em Kent, Porto de Brighton e Parque Hammerwood no East Sussex, e Palácio de Wakehurst no West Sussex. O Sudeste tem muitas universidades, sendo a mais conhecida a Universidade de Oxford.
A região do Sudeste da Inglaterra é anfitriã de vários eventos desportivos, tais como a Real Reagta de Henley, Royal Ascot e o Derby de Epsom, e locais como o Wentworth Golf Club e Brands Hatch. Algumas das actividades dos Jogos Olímpicos de Verão de 2012 tiveram lugar no Sudeste, como o remo em Eton Dorney e parte do ciclismo de estrada em Surrey Hills.

## Administração local
A região oficial consiste nas seguintes subdivisões:
| Mapa                           | Condado cerimonial      | Condado shire / unitário | Distritos              |
| ------------------------------ | ----------------------- | --- | ---------------------- |
|                                | 1. Berkshire            | 1. Berkshire | a) West Berkshire U.A. |
| b) Reading U.A.                | 1. Berkshire            | 1. Berkshire |                        |
| c) Wokingham U.A.              | 1. Berkshire            | 1. Berkshire |                        |
| d) Bracknell Forest U.A.       | 1. Berkshire            | 1. Berkshire |                        |
| e) Windsor and Maidenhead U.A. | 1. Berkshire            | 1. Berkshire |                        |
| f) Slough U.A.                 | 1. Berkshire            | 1. Berkshire |                        |
| Buckinghamshire                | 2. Buckinghamshire      | a) South Bucks, b) Chiltern, c) Wycombe, d) Aylesbury Vale |                        |
| Buckinghamshire                | 3. Milton Keynes U.A.   | |                        |
| East Sussex                    | 4. East Sussex          | a) Hastings, b) Rother, c) Wealden, d) Eastbourne, e) Lewes |                        |
| East Sussex                    | 5. Brighton & Hove U.A. | |                        |
| Hampshire                      | 6. Hampshire            | a) Fareham, b) Gosport, c) Winchester, d) Havant, e) East Hampshire, f) Hart, g) Rushmoor, h) Basingstoke and Deane, i) Test Valley, j) Eastleigh, k) New Forest         |                        |
| Hampshire                      | 7. Southampton U.A.     | |                        |
| Hampshire                      | 8. Portsmouth U.A.      | |                        |
| 9. Ilha de Wight               |                         | |                        |
| Kent                           | 10. Kent                | a) Dartford, b) Gravesham, c) Sevenoaks, d) Tonbridge and Malling, e) Tunbridge Wells, f) Maidstone, g) Swale, h) Ashford, i) Shepway, j) Cantuária, k) Dover, l) Thanet |                        |
| Kent                           | 11. Medway U.A.         | |                        |
| 12. Oxfordshire                | 12. Oxfordshire         | a) Oxford, b) Cherwell, c) South Oxfordshire, d) Vale of White Horse, e) West Oxfordshire                                                                                |                        |
| 13. Surrey                     | 13. Surrey              | a) Spelthorne, b) Runnymede, c) Surrey Heath, d) Woking, e) Elmbridge, f) Guildford, g) Waverley, h) Mole Valley, i) Epsom e Ewell, j) Reigate e Banstead, k) Tandridge  |                        |
| 14. West Sussex                | 14. West Sussex         | a) Worthing, b) Arun, c) Chichester, d) Horsham, e) Crawley, f) Mid Sussex, g) Adur                                                                                      |                        |